# 手這坂

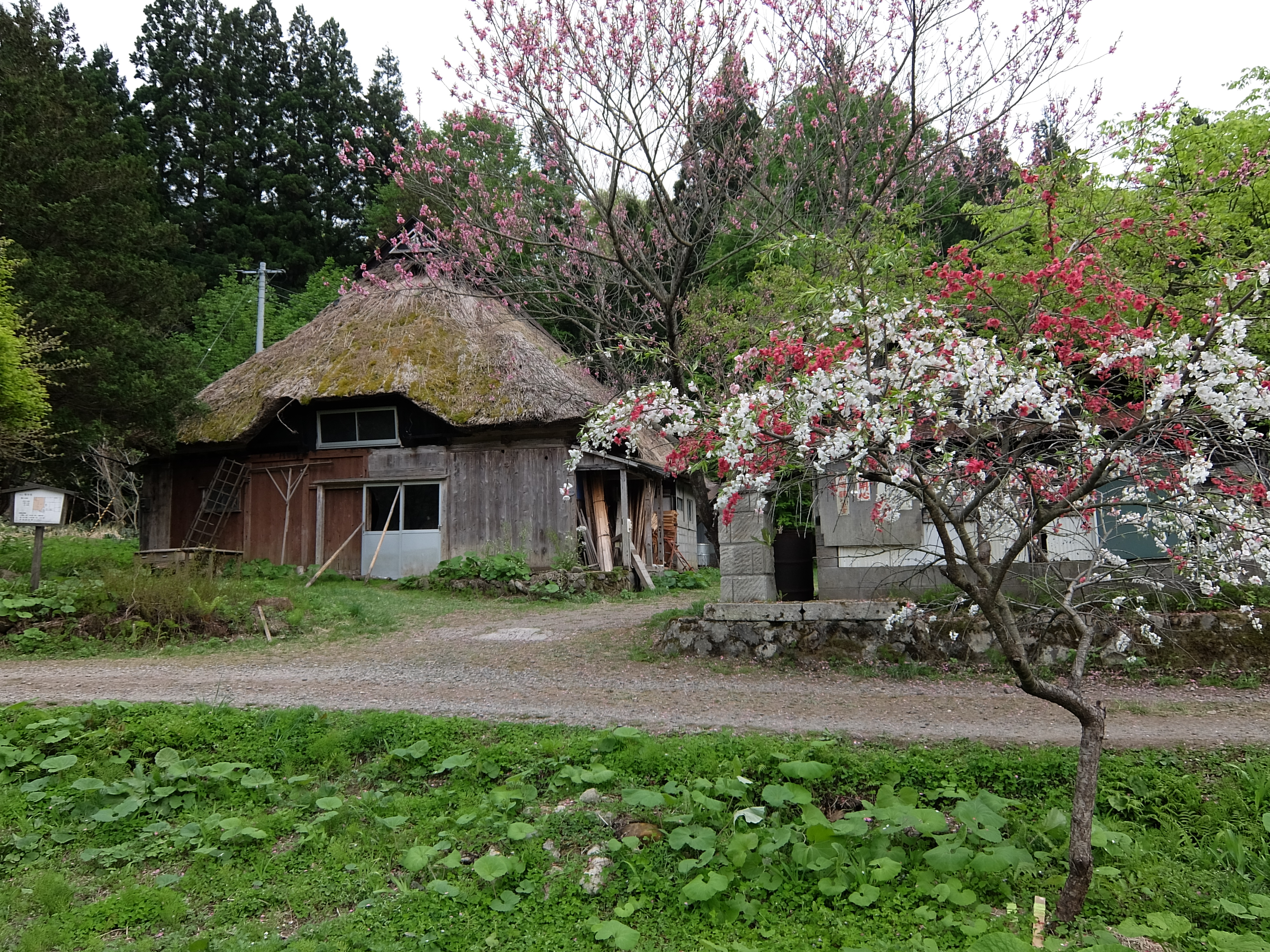

手這坂（てはいざか）は、秋田県八峰町にある集落・字名。水沢川の左岸、水沢ダムから下流に約3.5kmの地点にある。1807年に菅江真澄がこの地を訪れ「桃源郷の様だ」と賞賛した。茅葺屋根の民家が複数現存しているが、手入れが行き届かず、ボランティアを募っている。2000年に最後の住民が転出し無人となった。
2012年に宮城県から住民が移住し、その他にも移住希望の申し出が数件ある。しかし、それでも人数が足りないため、引き続き景観を守るため建物は保存されている。
手這坂は秋田の農山村の原風景を留めているとされ、八峰町（旧・峰浜村）では保存に努めており、これまでに茅葺屋根の修復や蛍の増殖などを行った。